# Valentino Siani
Valentino Siani (* 1595; † 1672 in Florenz) war ein italienischer Geigenbauer und lebte von ca. 1620 bis zu seinem Tod in Florenz.
Die Instrumente von Siani erinnern in Art und Ausführung an die Arbeit von Giovanni Paolo Maggini aus Brescia (1581–1632). Die Vermutung, dass Siani bei Maggini gearbeitet hat liegt nahe und wird durch ein Steuerverzeichnis des Stadtarchivs in Florenz von 1621 unterstützt. Dort wird der Geigen- und Violenmacher Valentino Siani aus Brescia als steuerpflichtiger Bürger der Stadt Florenz erwähnt.
Besonders bekannt ist Siani für seine Bratschen, deren Ton schon von Walter Hamma in seinem Standardwerk Meister Italienischer Geigenbaukunst als sehr gut beurteilt wurde. Die Instrumente von Valentino Siani sind äußerst selten. Sie haben typischerweise eine hohe Wölbung die in eine gut gearbeitete Hohlkehle ausläuft. Auffallend ist der schmale Einlegespan und die besonders eigenwillig gestochene Schnecke.
Eine Viola von Valentino Siani ist bei Walter Hamma in Meister Italienischer Geigenbaukunst abgebildet.